# Aequorea aequorea
Aequorea aequorea är en nässeldjursart som först beskrevs av Forskål 1775.  Aequorea aequorea ingår i släktet Aequorea och familjen Aequoreidae. Inga underarter finns listade i Catalogue of Life.